# Jeff Shell
Jeff Shell (nacido en 1965) es un empresario estadounidense, director ejecutivo de NBCUniversal desde enero de 2020.

## Carrera
Shell recibió su Maestría en Administración de Empresas de la Universidad de Harvard y su Licenciatura en Economía y Matemáticas Aplicadas de la Universidad de California, Berkeley.
Antes de Comcast, Shell fue CEO de Gemstar TV Guide International y lideró el negocio a través de una serie de desafíos legales y operativos. Antes de Gemstar, ocupó varios puestos en News Corporation, incluido el de presidente de FOX Cable Networks Group. También ocupó puestos de liderazgo en The Walt Disney Company y Salomon Brothers antes de unirse a News Corporation.
Antes de unirse a NBCUniversal, Shell se desempeñó como presidente de Comcast Programming Group, donde fue responsable de administrar las redes de televisión nacionales y regionales de Comcast, incluida E! Entertainment Network, Golf Channel, International Channel Networks y Comcast Sports Group, solo por nombrar algunos. Bajo su liderazgo, las cadenas de Comcast crecieron significativamente en distribución, audiencia y rentabilidad durante su mandato de seis años.
Shell se desempeñó anteriormente como presidente de UFEG, un puesto que ocupó desde 2013. Durante su administración, Universal celebró cuatro años de ganancias récord y los dos años más rentables en los 107 años de historia del estudio con títulos de algunos de sus mayores franquicias como Fast & Furious, Jurassic World y Despicable Me de Illumination. Con la supervisión de Shell, la cartera de Universal Brand Development creció enormemente para incluir productos de consumo, juegos y plataformas digitales, y entretenimiento en vivo. La cartera de Fandango se expandió para incluir un conjunto global de propiedades de venta de entradas, que incluyen MovieTickets, Flixster, Ingresso y Fandango Latin America. Además, la compañía adquirió DreamWorks Animation en 2016 y, bajo el liderazgo de Shell, la compañía global de entretenimiento familiar y sus marcas de largometrajes y televisión se convirtieron en una parte integral de UFEG.
Jeff Shell fue nombrado Director Ejecutivo de NBCUniversal en enero de 2020. Supervisa la valiosa cartera de redes de noticias, deportes y entretenimiento de la compañía, una compañía cinematográfica líder, importantes operaciones de producción de televisión, un grupo líder de estaciones de televisión y parques temáticos de renombre mundial.